# Policías en acción (Argentina)
Policías en Acción es un docu-reality argentino que muestra la cotidianidad de la Policía bonaerense, y ocasionalmente la de otras policias provinciales. Se muestra la recepción de llamadas al 911, y las persecuciones y detenciones de delincuentes. Es producido y emitido por el canal de televisión; eltrece y Ciudad Magazine.
De las 13 temporadas, 11 han sido emitidas por eltrece y 2 por youtube. Del 2004 al 2013 se estrenaron temporadas en el mencionado canal, y desde aquel año comenzaron a emitirse repeticiones por Ciudad Magazine. Luego, en 2021, volvieron a producirse y estrenarse nuevos episodios en eltrece. En 2022 y en 2024, siguieron produciéndose episodios solo que esta vez fueron estrenados en youtube. En 2025, se estrenó una nueva temporada en eltrece.
Debido al éxito del programa, en 2008 se vendió el formato a Chile.

## Sinopsis
El programa es realizado en escenarios reales durante el trabajo de los agentes de policía de todo el país, las persecuciones, atracos, peleas callejeras, drogas, vigilancia e investigaciones son algunas de las problemáticas cotidianas que se ven documentadas en las temporadas.
Con intención de que el televidente se sienta un testigo más directo y privilegiado, el programa no tiene conductor ni locutor que lleve el hilo de las historias. Desde el 2005, se añaden carteles que marcan el inicio de cada segmento con una tipografía tipo "cómics".
La estructura básica es: Las cámaras recorren las ciudades a bordo de patrulleros, y registran procedimientos, generalmente de pequeña envergadura. Una vez que baja la tensión, los protagonistas del caso en cuestión, cuentan qué fue lo que pasó y mediante carteles sobreimpresos en pantalla se sabe cómo concluye cada caso.
El material recopilado, es llevado a la productora, Endemol, donde el Asistente de Guion lo "logea" (visualizan y hacen un pequeño guion del diálogo), de ahí lo analiza un guionista quien lo vuelve a reeditar, ya que existen muchos casos en los que resulta conveniente ordenar los hechos a fin de que la historia sea más comprensible para el público. Por último se le agregan efectos a la historia, y se "censuran" las caras en caso de que haya sido pedido y se intenta que todas cuenten con un principio, un desarrollo y un final, para que de esta manera, la historia resulte más atractiva y comprensible para el televidente
Cada una de las situaciones que se ven, cuenta con la supervisión legal y jurídica del Ministerio de Seguridad de la provincia de Buenos Aires y con la aceptación de los uniformados.

## Creación
Policías en Acción surge de los productores del programa "Kaos en la Ciudad", en donde salió un informe titulado “24 horas en una comisaría del Gran Buenos Aires”. Debido al éxito, fueron emitidos dos informes especiales para Navidad y Año Nuevo, los cuales se consideraron exitosos en rating, por lo que más tarde la producción decidió darle su propio espacio. El 1º de enero de 2004, se estrenó como programa independiente de Kaos... “Policias Bonaerenses” y promedió 15,8 puntos de rating. Hasta el capitulo 16 mantuvo ese nombre y a partir del siguiente fue llamado Policias en Acción.
El programa está inspirado en el histórico "Cops" (precursor en su género) de la televisión norteamericana, pero aun así mantiene diferencias tales como el eje central del programa, mientras en "Cops" se muestra el quehacer policial, en "Policías en Acción" el enfoque son las historias de la sociedad.